# Thecla admsi
Thecla admsi är en fjärilsart som beskrevs av Druce 1909. Thecla admsi ingår i släktet Thecla och familjen juvelvingar. Inga underarter finns listade i Catalogue of Life.